# Sajakbaj Usupow
Sajakbaj Usupow (ur. 20 października 1995) – kirgiski zapaśnik walczący w stylu wolnym. Zajął 25 miejsce na mistrzostwach świata w 2017. Dwunasty w indywidualnym Pucharze Świata w 2020. Brązowy medalista mistrzostw Azji w 2016 i 2021. Drugi na mistrzostwach Azji juniorów w 2015 roku.